# 胜利圣母教堂
胜利圣母教堂（英語：St Mary, Our Lady of Victories Church）是一座位於英國蘇格蘭丹地的羅馬天主教堂區教堂，於1851年完工。教堂目前是B項登錄建築。

## 歷史
胜利圣母教堂於1850年動工興建，1851年建成啟用，建築師為乔治·马斯文森（George Mathewson），他以拜占庭—羅曼式風格建造這教堂。1901年，教堂正前方增建了兩座塔樓和一個前廊，以新艺术运动式風格興建。1926年，教堂亦作出一些變動，當中包括增加一些附屬小堂。
每逢星期日早上11時15分，教堂均舉行弥撒。

## 外部連結
- St Mary, Our Lady of Victories & St Patrick's Parish site （页面存档备份，存于）